# Komnénosz Eudokia trapezunti császári hercegnő (IV. Alexiosz lánya)
Komnénosz Eudokia (1400 előtt/körül – 1433 után), névváltozata: Valenza, görögül: Ευδοκία (Βαλέντζα) Μεγάλη Κομνηνή της Τραπεζούντας, törökül: Trabzonlu Eudokia Megali Komnini, olaszul: Eudocia (Valenza) Comnena di Trebisonda, latinul: Eudocia (Valentia) Comnena Trapezuntina, trapezunti császári hercegnő, naxoszi régensné. A Komnénosz-házból származott. IV. Alexiosz trapezunti császár lánya, Crispo Florencia naxoszi hercegnő anyja és I. Katalin ciprusi királynő nagyanyja, Caterino Zeno anyósa, valamint Uzun Haszan feleségének, Komnénosz Teodóra iráni királynénak a nagynénje. Ortodox keresztény vallású volt.

## Élete

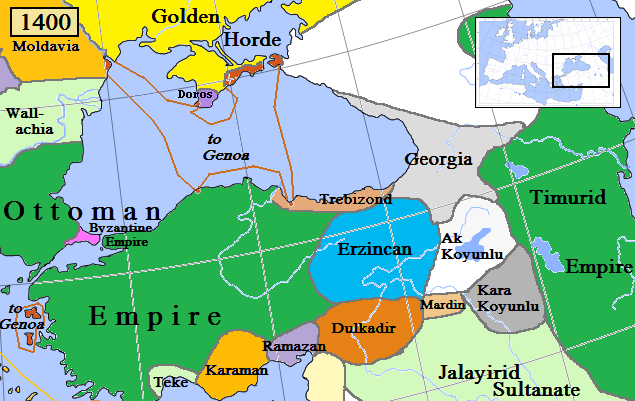
A Trapezunti Császárság és a maradék Bizánci Birodalom 1400-ban

A Naxoszi Hercegség és a maradék Bizánci Birodalom 1410-ben

Apja IV. Alexiosz (1382–1429) trapezunti császár, az anyja Kantakuzénosz Teodóra (1382 körül–1426).
Apai nagyszülei III. Mánuel (1363–1417) trapezunti császár és Bagrationi Eudokia/Gulkan(-Hatun(i)) (Gülhan) (1360 körül–1390) grúz királyi hercegnő, IX. Dávid grúz király és Dzsakeli Szinduhtar szamchei (meszheti) hercegnő lánya.
A bizánci belső kapcsolatok a Bizánci Birodalom 1204-es széthullásakor is megmaradtak, mikor Konstantinápolyt a IV. keresztes hadjáratban a nyugatiak elfoglalták, és a Bizánci Birodalom több részre esett szét, és bár 1261-ben Konstantinápolyt visszafoglalták, és sok elszakadt terület újra elismerte Bizánc főhűbérúri hatalmát, de a széttagoltság 1453-ig, a Bizánci Birodalom bukásáig is megmaradt már. Ezt a közös történelmiösszetartozást sok esetben házasságokkal is megpecsételték. Ennek a hagyománynak volt a folytatása, hogy 1413-ban Eudokia (Valenza), férje Nic(c)olò Crispo (1392–1450), a Naxoszi Hercegség régense lett.
Az ő gyerekeik voltak: II. (Crispo) Ferenc (1417–1463) naxoszi herceg, akinek az 1 felesége Guglielma Zeno volt, és 3 gyermeket szült, a 2. felesége Petronilla Bembo, akitől nem születtek újabb gyermekei, valamint Crispo Florencia (1422–1501), akinek a férje Marco Cornaro (1406–1479) velencei patrícius, Marco Cornaro velencei dózse dédunokája volt. Az ő lányuk volt I. (Cornaro) Katalin (Caterina) (1454–1510) ciprusi királynő (ur.: 1474–1489), aki II. (Fattyú) Jakab (1438–1473) ciprusi királyhoz ment férjhez, és egy fiuk született, III. (Lusignan) Jakab (1473–1474), aki az apja halála után a születésétől a haláláig Ciprus királya volt.
Továbbá egy másik lánya, Crispo Jolán (Violante) (1427–?) Caterino Zeno (1421/35/43–1490 körül) velencei patríciushoz ment feleségül, akit a Velencei Köztársaság Eudokia unokahúgához, Teodórához és férjéhez, Uzun Haszanhoz küldött követeként. Caterino Zeno Eudokia unokahúgát, fivérének, IV. Jánosnak a lányát, Teodórát és gyermekeit is meglátogatta, és részletes beszámolót készített a trapezunti császári hercegnőről. Teodóra legidősebb lánya volt Márta, aki szintén ortodox keresztény vallású volt, ezt tükrözte a keresztény neve is, bár Halima néven számontartották, I. Iszmáíl perzsa sah anyja volt.
Eudokia öccse, II. (Komnénosz) Dávid (1408 körül–1463), 1460-tól 1461-ig az utolsó trapezunti császár volt.

## Gyermekei
- Férjétől, Nic(c)olò Crispo (1392–1450) szüroszi úrtól, Szantorini urától, a Naxoszi Hercegség régensétől, 11 gyermek:
  - Katalin (Caterina) (1415–?), férje Angelo (II) Gozzadini (?–1464), Szifnosz és Küthnosz (Thermia) ura
  - Lukrécia (Lucrezia) (1416–?), férhe Leone Malipiero velencei patrícius
  - Ferenc (Francesco) (1417–1463), II. Ferenc néven Naxosz uralkodó hercege, 1 felesége Guglielma Zeno, 3 gyermek, 2. felesége Petronilla Bembo, nem születtek újabb gyermekei, összesen 3 gyermek
  - Domonkos (Domenico) (megh. fiatalon)
  - Petronilla (1419–?), férje Jacopo Priuli, velencei patrícius
  - Mária (1420/1–?), férje Nicolò Balbi, velencei patrícius
  - Florencia (Fiorenza) (1422–1501), férje Marco Cornaro (1406–1479) velencei patrícius, Marco Cornaro velencei dózse dédunokája, 8 gyermek, többek között:
    - I. (Cornaro) Katalin (Caterina) (1454–1510) ciprusi királynő (ur.: 1474–1489), férje II. (Fattyú) Jakab (1438–1473) ciprusi király, 1 fiú:
      - III. (Lusignan) Jakab (Famagusta, 1473. augusztus 28. – Famagusta, 1474. augusztus 26.), apja halála után született, III. Jakab néven a születésétől a haláláig Ciprus királya

  - Valenza (1424–?), férje Giovanni Loredan (?–1468), Antipárosz ura
  - Márk (Marco) (1425–1475 /után/), a Jeruzsálemi Szent János Ispotályos (Rodoszi) Lovagrend lovagja, házasságon kívüli gyermekek
  - Jolán (Violante) (1427–?), férje Caterino Zeno (1421/35/43–1490 körül), velencei diplomata, követ, 2 fiú
  - Antal (Antonio) (1429/30–1476/90), Szírosz ura, felesége N de Paternò/Paterio, Khiosz úrnője, 2 leány